# Flavivirus
Flavivirus (лат.) — род арбовирусов из семейства Flaviviridae. Типовой вид — вирус жёлтой лихорадки. Преимущественно циркулируют между членистоногими (клещи, комары) и млекопитающими (приматы, летучие мыши, грызуны, скот). При укусе заражённого комара или клеща могут передаваться человеку, вызывая заболевания различной тяжести, варьирующей от бессимптомного протекания до угрожающих жизни геморрагических лихорадок и энцефалитов (лихорадка денге, лихорадка Западного Нила, лихорадка Зика, клещевой энцефалит, японский энцефалит, энцефалит Сент-Луис и др.).
При исследовании флавивирусов был обнаружен феномен антителозависимого усиления инфекции.

## Классификация
На март 2020 года в род включают 53 вида:
- Apoi virus
- Aroa virus
- Bagaza virus
- Banzi virus
- Bouboui virus
- Bukalasa bat virus
- Cacipacore virus
- Carey Island virus
- Cowbone Ridge virus
- Dakar bat virus
- Dengue virus
- Edge Hill virus
- Entebbe bat virus
- Gadgets Gully virus
- Ilheus virus
- Israel turkey meningoencephalomyelitis virus
- Japanese encephalitis virus
- Jugra virus
- Jutiapa virus
- Kadam virus
- Kedougou virus
- Kokobera virus
- Koutango virus
- Kyasanur Forest disease virus
- Langat virus
- Louping ill virus
- Meaban virus
- Modoc virus
- Montana myotis leukoencephalitis virus
- Murray Valley encephalitis virus
- Ntaya virus
- Omsk hemorrhagic fever virus
- Phnom Penh bat virus
- Powassan virus[англ.]
- Rio Bravo virus
- Royal Farm virus
- Saboya virus
- Sal Vieja virus
- San Perlita virus
- Saumarez Reef virus
- Sepik virus
- St. Louis encephalitis virus
- Tembusu virus
- Tick-borne encephalitis virus
- Tyuleniy virus
- Uganda S virus
- Usutu virus
- Wesselsbron virus
- West Nile virus
- Yaounde virus
- Yellow fever virus
- Yokose virus
- Zika virus

## Представители
Флавивирусы, переносимые комарами
Распространены преимущественно в тропических регионах:
- Вирус жёлтой лихорадки
- Вирус денге
- Вирус Западного Нила
- Вирус Зика
- Вирус японского энцефалита

Флавивирусы, переносимые клещами
Распространены в основном в регионах умеренного климата:
- Вирус клещевого энцефалита
- Вирус омской геморрагической лихорадки
- Вирус Повассан

Флавивирусы с неизвестным переносчиком
Выделены из различных млекопитающих, но не из членистоногих, цикл циркуляции неизвестен:
- Вирус Модок